# Buddismo in Birmania
Il buddismo in Birmania (nota anche come Myanmar) è presente prevalentemente nella sua tradizione Theravada, praticata dall'89% degli abitanti; è il paese buddhista più religioso in termini di percentuale di monaci rispetto alla popolazione e di percentuale di reddito speso per la religione. Gli aderenti sono maggioritari tra le etnie Bamar, Shan, Rakhine, Mon, Karen, oltre che tra la diaspora cinese meglio integrata; i monaci, noti collettivamente come Sangha, sono da sempre membri molto venerati della società. In alcuni gruppi etnici il buddismo theravada viene praticato in concomitanza col culto nativo degli spiriti-Nat (soprattutto la richiesta d'una loro intercessione negli affari mondani).
Per quanto riguarda la religiosità quotidiana, due sono le pratiche più popolari, l'acquisir meriti per la vita futura attraverso le scelte e decisioni attuali (il percorso più comune seguito dai buddhisti birmani) e la meditazione Vipassana; il percorso detto "Weizza" è invece un po' meno seguito, essendo piuttosto una forma esoterica legata all'occulto. La via dei meriti implica la stretta osservanza dei cinque precetti (astenersi dall'uccidere; dal prendere ciò che non è dato; dalla cattiva condotta sessuale; dal mentire; dall'assumere bevande fermentate che provochino disattenzione) e l'accumulo di merito attraverso le opere di carità e le buone azioni commesse (generosità-Dāna) al fine d'ottener una rinascita favorevole.
Il percorso di vipassana è altresì una forma intuitiva di meditazione che si crede possa condurre alla Bodhi-illuminazione finale; il weizza è infine un sistema esoterico di pratiche occulte, comprendente la recita d'incantesimi, la meditazione śamatha e finanche l'alchimia e si crede che possa far diventare esseri semi-immortali e soprannaturali, in attesa della ricomparsa finale di Maitreya.

## Excursus storico
La storia del buddismo in Birmania conta con tutta probabilità più di due millenni di vita; secondo il "Mahavamsa", cronaca in lingua pāli del V secolo di Ceylon l'imperatore Ashoka inviò due monaci, Sona e Uttara, in terra Thai ed alcuni storici registrano l'arrivo dei monaci reali in Birmania nel 228 a.C.: portavano con sé anche libri e testi sacri.
Durante l'amministrazione britannica della nazione birmana le politiche del governo sono state eminentemente secolari, il che significava che i monaci non erano protetti dalla legge; il buddismo non è mai stato patrocinato dal governo coloniale e ciò ha provocato tensioni ricorrenti tra la popolazione e i governanti europei. Vi fu inoltre una forte opposizione per gli sforzi missionari cristiani nel tentativo di convertire gli abitanti.
A partire dal 1948, quando il paese ottenne l'indipendenza dall'impero britannico, sia i governi civili che militari succedutisi nel tempo hanno per lo più sostenuto la religione; ma durante il regime militare di Ne Win (1962-88) si tentò di riformare la Birmania attraverso la cosiddetta "via birmana al socialismo", che conteneva in parte anche elementi buddhisti.
Durante la rivolta 8888, molti monaci che parteciparono attivamente vennero trucidati dai soldati del Tatmadaw: il successivo regime militare, il consiglio di Stato per la Pace e lo Sviluppo (CSPC) pur avendo inizialmente favorito il buddismo, non ha mancato di perseguitare tutti quelli che risultassero contrari alla dittatura, fossero essi buddhisti, cristiani o musulmani.

## Tradizioni
La cultura della Birmania è talmente impregnata di buddismo da essere spesso considerata un suo stesso sinonimo. Vi sono molte festività birmane durante tutto il corso dell'anno, la maggior parte delle quali fortemente collegate alla pratica e dottrina religiosa; il capodanno detto Thingyan, noto anche come festival dell'acqua, ha invece le proprie origini dalla tradizione indù, ma è anche il momento in cui molti ragazzi celebrano "Shinbyu" ovvero il noviziato (uno speciale rito di passaggio per cui un giovane entra in monastero per un breve periodo come monaco.

### Venerazione
Ogni famiglia buddhista birmana possiede un altare o piccolo santuario in onore del Buddha e con almeno una sua immagine dedicata, comunemente collocata su una specie di trono chiamata "gaw Pallin-pallanka". Prima che una statua possa venir utilizzata per la venerazione in casa dev'esser formalmente consacrata in un rituale chiamato "anay gaza tin": questa cerimonia viene condotta da un monaco recitante il versetto 153 del Dhammapada (cap 11, "attraverso il giro di molte nascite ho vagato"). Il rito di consacrazione si svolge la mattina e si compone di 4 parti principali (offerte, canto da vari sutra, recita di "aneka jāti saṃsāraṃ", infine declamazione dei "dodici Nidana"): si ritiene che il rituale giunga a permeare l'immagine del Buddha con una qualità sacra che può proteggere la casa e i suoi dintorni dalle disgrazie e simbolicamente incarnare i poteri dello stesso buddha.

### Shinbyu
Il più importante dovere di tutti i genitori birmani è quello di assicurarsi che i propri figli siano ammessi al Sangha-comunità religiosa e ciò si attua eseguendo la cerimonia Shinbyu una volta che abbiano raggiunto l'età di almeno sette anni; si effettua un corteo simbolico ed una cerimonia di scambio di abbigliamento, tra uno di tipo principesco e quello dell'asceta, seguendo l'esempio storico del principe Siddharta Gautama.

### Festività buddhiste
Il capodanno cade di solito verso la metà di aprile e si trova in cima alla lista dei giorni festivi birmani; il Vesak-luna piena di maggio è comunque il giorno più sacro di tutti essendo quello in cui è nato il Buddha storico. I "festival della pagoda" vengono tenuti in tutto il paese e di solito cadono nei giorni di luna piena tra febbraio/marzo, tra cui quello della pagoda Shwedagon; questi attraggono non solamente folle di pellegrini dai luoghi più remoti, spesso in carovane di carri trainati da buoi, ma fungono anche da grandi fiere e mercati ove i commercianti locali e itineranti impiantano le loro bancarelle e negozi con stand gastronomici, ristoranti, spettacoli teatrali all'aperto gratuiti e sale da teatro.

### Quaresima buddhista
I tre mesi monsonici, da metà luglio a metà ottobre coincidono con la quaresima buddhista o Wa-dwin, tempo in cui le persone sono occupate nei lavori della terra e a piantare le risaie, mentre i monaci non viaggiano ma rimangono nei monasteri (Wa-kup, il "ritiro delle piogge"): all'inizio del periodo vengono offerti gli abiti dismessi, mentre la fine è contrassegnata dalla festa delle luci-Thadingyut.

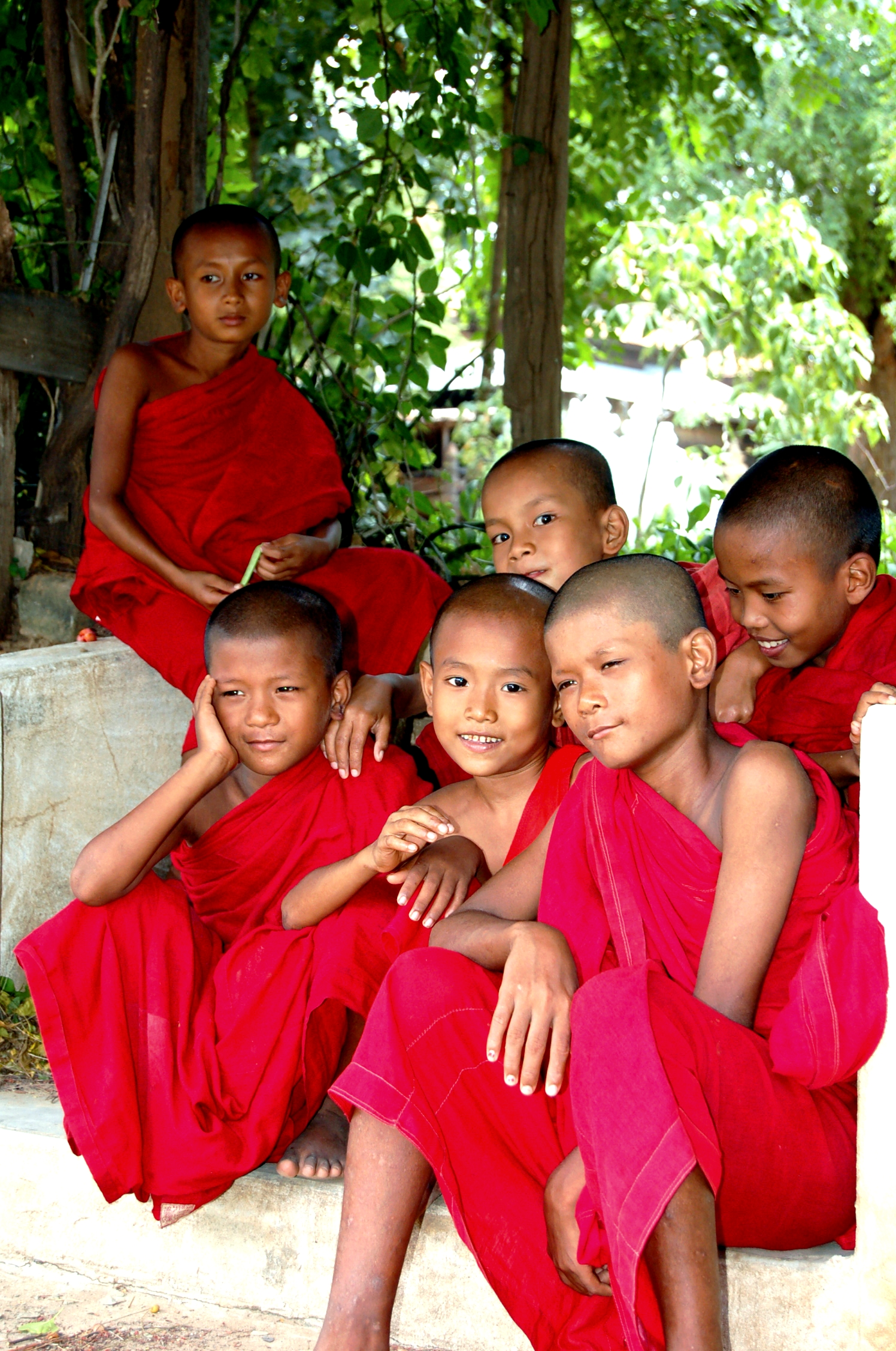
Monaci novizi

Al momento della vendemmia sono nuovamente offerti abiti durante il festival Kathina che si tiene solitamente tra ottobre e novembre; il giorno di uposatha o al sabato sono i giorni in cui si mantiene la stretta osservanza degli otto precetti - questo durante Thingyan e la quaresima - dai buddhisti devoti.

### Educazione buddhista
I buddisti birmani devoti possono mandare i loro figli nei monasteri locali (kyaung) per ricevere un'educazione buddista che, oltre all'apprendimento della lettura, della scrittura e della matematica, include anche l'apprendimento del Canone Pāli, la storia della vita di Gautama Buddha, i 550 racconti Jātaka, in particolare le 38 beatitudini buddiste.
I monaci erano gli insegnanti tradizionali di giovani e anziani fino a quando non nacquero le scuole laiche e missionarie durante l'amministrazione coloniale britannica. C'è stata una rinascita delle scuole monastiche dagli anni '90 con l'aggravarsi della crisi economica. I bambini provenienti da famiglie povere che non possono permettersi rette, uniformi e libri hanno rinnovato la richiesta di un'istruzione monastica gratuita, e gruppi minoritari come gli Shan, i Pa'O, i Palaung, i Lahu e i Wa stanno beneficiando di questa rinascita.

## Monachesimo
I monaci buddhisti in Birmania sono circa mezzo milione, le monache assommano invece a circa 75.000, appartenenti ad uno dei due ordini monastici primari: il "Thudhamma Nikaya" con 88% e il "Shwegyin Nikaya" col 7%. I differenti ordini monastici non differiscono in dottrina, bensì nella pratica ed organizzazione.
Alcuni ordini minori includono la "Dwara Nikaya" e la "Hngettwin Nikaya" (quest'ultima primariamente a Mandalay) ed entrambi hanno qualche migliaio di monaci come membri. A tutt'oggi vi sono nove ordini monastici legalmente riconosciuti dalla norma del 1990 per quanto riguarda le organizzazioni Sangha; oltre a queste vi sono anche alcune sette esoteriche che non sono riconosciute da alcuna autorità e che incorporano anche elementi non propriamente di matrice buddhista, quali alchimia, magia e occultismo.
La stragrande maggioranza dei monaci birmani indossa abiti di color marrone o a volte ocra, questo a differenza dei paesi vicini di Thailandia, Laos o anche Sri Lanka in cui indossano comunemente vesti color zafferano.

## Politica
La religione buddhista ha dato importanti contributi allo sviluppo della politica del paese; il nazionalismo birmano è iniziato propriamente con la formazione dell'associazione dei giovani buddhisti (YMBA) - sul modello dell'YMCA - che ha iniziato a propagarsi al principio del XX secolo. I monaci assieme agli studenti sono stati in prima linea nella lotta per l'indipendenza e più tardi per la democrazia.

### Proteste antigovernative del 2007
Nel settembre 2007 sono nuovamente scesi in strada per protestare contro il governo militare